# Azai Hisamasa
Azai Hisamasa (浅井 久政, Asai Hisamasa, 1524-23 septembre 1573) est le fils de Azai Sukemasa et le deuxième chef du clan Asai, un clan japonais médiéval.
Hisamasa prend la tête du clan en 1542 après la mort de son père. À l'opposé de son père, il n'est pas un grand daimyo. Il perd son han face au clan Rokkaku et place le clan comme vassal du clan Rokkaku.
En 1560, son fils Azai Nagamasa prend la tête du clan. Il conservera néanmoins, comme tous les daimyos retirés de l'époque, une influence sur le clan.
Hisamasa se fait seppuku en 1573 dans le château d'Odani alors qu'il est assiégé par les forces de Nobunaga Oda.